# Paweł Piskorski
Paweł Bartłomiej Piskorski (ur. 25 lutego 1968 w Warszawie) – polski polityk, samorządowiec i historyk, doktor nauk humanistycznych. W latach 1999–2002 prezydent miasta stołecznego Warszawy, poseł na Sejm I, III i IV kadencji (1991–1993, 1997–2004), jeden z założycieli Platformy Obywatelskiej i jej wiceprzewodniczący w latach 2001–2003, deputowany do Parlamentu Europejskiego VI kadencji w latach 2004–2009, od 2009 przewodniczący Stronnictwa Demokratycznego.

## Życiorys
Ukończył XLI Liceum Ogólnokształcące im. Joachima Lelewela w Warszawie, a w 1993 studia na Wydziale Historycznym Uniwersytetu Warszawskiego. W 2021 uzyskał stopień doktora nauk humanistycznych na Wydziale Historii UW na podstawie napisanej pod kierunkiem Szymona Rudnickiego pracy pt. Historia Stronnictwa Demokratycznego 1980–1991.
W trakcie nauki w liceum i na początku studiów działał w ramach Grup Oporu „Solidarni”, a od 1987 do 1992 w Niezależnym Zrzeszeniu Studentów. Współpracował z Komisją Interwencji i Samorządności NSZZ „Solidarność”. Był organizatorem i przewodniczącym Akademickiego Biura Interwencji NZS powstałego w październiku 1988. Od 1989 stał na czele jawnych struktur NZS na Uniwersytecie Warszawskim. Na początku 1989 wszedł w skład Komisji Krajowej NZS. W latach 1990–1991 był przewodniczącym Niezależnego Zrzeszenia Studentów na szczeblu krajowym. Na początku lat 90. wraz z grupą działaczy NZS zaangażował się w tworzenie struktur terytorialnych Kongresu Liberalno-Demokratycznego. Pełnił funkcje sekretarza generalnego i wiceprzewodniczącego KLD. W latach 1991–1993 był pierwszym przewodniczącym Fundacji Współpracy Polsko-Niemieckiej, której celem była poprawa stosunków społecznych i gospodarczych z Niemcami.
W 1991 w wyniku wyborów parlamentarnych został wybrany do Sejmu I kadencji. Był członkiem Komisji Polityki Gospodarczej i Budżetu, Komisji Spraw Zagranicznych oraz Komisji Demografii i Migracji. Zajmował także stanowisko wiceprzewodniczącego Komisji Nadzwyczajnej ds. Ustawy Ordynacja Wyborcza do Sejmu Rzeczypospolitej  Polskiej. Wchodził w skład delegacji polskiego parlamentu do Zgromadzenia Parlamentarnego Rady Europy. Nie uzyskał reelekcji w kolejnych wyborach. Od 1993 do 1997 kierował Fundacją im. Gabriela Narutowicza. Po zjednoczeniu KLD z Unią Demokratyczną w 1994 działał w Unii Wolności. W 1997 ponownie uzyskał mandat poselski. W Sejmie III kadencji pełnił m.in. funkcję wiceprzewodniczącego Komisji Obrony Narodowej i przewodniczącego Podkomisji stałej ds. bezpieczeństwa i integracji z NATO.
W latach 1999–2002 sprawował urząd prezydenta m.st. Warszawy. Przez swoich przeciwników politycznych był oskarżany o liczne nadużycia w trakcie pełnienia tej funkcji. Rzekome nadużycia przez prasę zostały określone jako tzw. afera mostowa. Przez kilka lat prokuratorzy z Prokuratury Okręgowej w Warszawie prowadzili śledztwo w tej sprawie, które zostało umorzone w lipcu 2008. Przeciwnicy polityczni, zwłaszcza pełniący od 2002 do 2005 funkcję prezydenta Warszawy Lech Kaczyński z PiS, zarzucali Pawłowi Piskorskiemu także stworzenie tzw. układu warszawskiego skupiającego lokalnych działaczy UW (a później PO) oraz SLD.
W 2001 odszedł razem z grupą działaczy z Unii Wolności do nowo tworzonej Platformy Obywatelskiej. W wyborach w tym samym roku, startując jako lider warszawskiej listy PO, został po raz trzeci wybrany na posła liczbą około 70 tys. głosów. Był członkiem Komisji Spraw Zagranicznych i wiceprzewodniczącym Klubu Parlamentarnego Platformy Obywatelskiej. Został także wiceprzewodniczącym polskiej delegacji do Zgromadzenia Parlamentarnego NATO. W wyborach europejskich w 2004 uzyskał natomiast mandat deputowanego do Parlamentu Europejskiego z Warszawy. Początkowo zasiadał w grupie chadeckiej. Wkrótce zrezygnował ze sprawowania pełnionej funkcji sekretarza generalnego PO.
W kwietniu 2006 „Dziennik” poinformował o zakupie w 2005 przez Pawła Piskorskiego wraz żoną ponad 320 hektarów ziemi pod zalesienie. Łączny koszt zakupu wyniósł 1,25 mln złotych. Zdaniem dziennikarza kwota ta przewyższała wartość środków zadeklarowanych przez europosła w oświadczeniu majątkowym za ten rok. Paweł Piskorski tłumaczył, że majątek pozyskał ze sprzedaży mieszkań, kredytu, oszczędności, wygranych w kasynach, handlu dziełami sztuki, dochodów bieżących jego i żony. Dzień po tej publikacji zarząd krajowy PO postanowił o jego wykluczeniu z partii, wkrótce usunięto także dziesięciu jego współpracowników (m.in. Piotra Foglera). Oficjalnym powodem było szkodzenie wizerunkowi PO, przy czym wobec wykluczonych nie było prowadzonego postępowania w sprawie sugerowanych przez media przestępstw.
W październiku 2006 Paweł Piskorski przeszedł w Europarlamencie z EPP-ED do Porozumienia Liberałów i Demokratów na rzecz Europy. W styczniu 2009 wstąpił do Stronnictwa Demokratycznego, deklarując zamiar ubiegania się o stanowisko przewodniczącego SD. Stanowisko to uzyskał na kongresie nadzwyczajnym partii z 21 lutego tego samego roku. Nie ubiegał się o reelekcję w wyborach do PE w 2009. W listopadzie tegoż roku został zawieszony w obowiązkach przewodniczącego partii przez Naczelny Sąd Partyjny SD, który sam wcześniej miał ulec zawieszeniu. Kilka dni później członkowie rady naczelnej SD, w tym zawieszeni przez popierające Pawła Piskorskiego władze, uchwalili jego odwołanie ze stanowiska przewodniczącego, powierzając funkcję tymczasowego przewodniczącego partii Krzysztofowi Góralczykowi.
W styczniu 2010 prokurator przedstawił mu zarzut posłużenia się podrobionym dokumentem (umową z antykwariuszem) w postępowaniu podatkowym. Paweł Piskorski nie przyznał się do popełnienia tego czynu. W 2015 został w tej sprawie uniewinniony.
W grudniu 2010 Sąd Okręgowy w Warszawie wykreślił Pawła Piskorskiego z ewidencji partii politycznych jako przewodniczącego Stronnictwa Demokratycznego i wpisał w to miejsce Krzysztofa Góralczyka. Na skutek odwołania w marcu 2011 Sąd Apelacyjny w Warszawie zdecydował o ponownym wpisaniu go do rejestru jako przewodniczącego partii. Utrzymywał tę funkcję w kolejnych wyborach partyjnych. W wyborach do Parlamentu Europejskiego w 2014 Paweł Piskorski otwierał listę koalicji Europa Plus w okręgu zachodniopomorsko-lubuskim, która nie przekroczyła wyborczego progu.
W 2014 ukazała się książka Między nami liberałami (wywiad rzeka z Pawłem Piskorskim przeprowadzony przez Michała Majewskiego). Paweł Piskorski wydał książki pt. Ziemie Odzyskane w propagandzie PPR – od lipca 1944 r. do stycznia 1947 r. (2014) oraz Historia Stronnictwa Demokratycznego 1980–1991 (2023).

## Życie prywatne
Był dwukrotnie żonaty. Drugi związek małżeński zawarł z Aleksandrą Wrzosińską w trakcie sprawowania urzędu prezydenta m.st. Warszawy. Oba małżeństwa zakończyły się rozwodami.

## Odznaczenia i wyróżnienia
W 2023 został odznaczony Krzyżem Wolności i Solidarności.
W 1999 uhonorowany Nagrodą Kisiela. W 2013 Towarzystwo Przyjaciół Warszawy nadało mu Odznakę Honorową Prezydenta Warszawy Stefana Starzyńskiego.